# 7399 Somme
För andra betydelser, se Somme (olika betydelser).
7399 Somme eller 1987 BC2 är en asteroid i huvudbältet som upptäcktes den 29 januari 1987 av den belgiske astronomen Eric W. Elst vid La Silla-observatoriet. Den är uppkallad efter den franska floden Somme.
Asteroiden har en diameter på ungefär 5 kilometer.